# Nigel Lawrence
Nigel Lawrence (...) è un giocatore di football americano statunitense che gioca come defensive back nei New Yorker Lions.